# Falda del Cañete
Falda del Cañete es una localidad argentina situada en el departamento Santa María, provincia de Córdoba. Se encuentra sobre la RP C45, 14 km al norte de Alta Gracia.

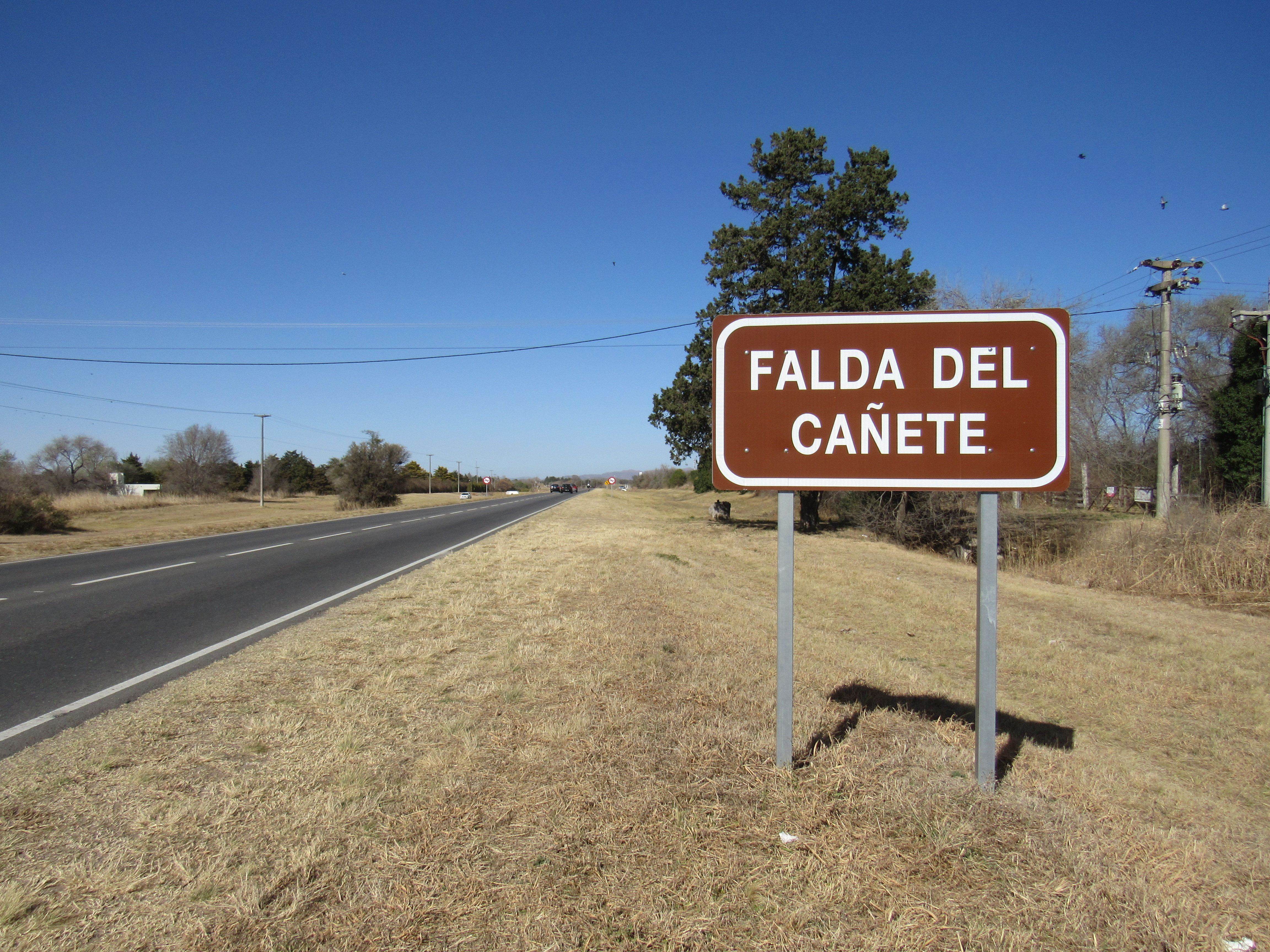
Acceso norte por ruta C 45

En 2019 fue inaugurado el tramo final de la ruta provincial 34, también llamado Caminos de las Altas Cumbres, que une Falda del Cañete con Traslasierra.
En el paraje hay una explotación minera de mica.
En la localidad se encuentra el predio de la Comisión Nacional de Actividades Espaciales (CONAE), Centro Espacial Teófilo Tabanera.

## Población
Cuenta con 29 habitantes (Indec, 2010), lo que representa un incremento del 93% frente a los 15 habitantes (Indec, 2001) del censo anterior.
| Gráfica de evolución demográfica de Falda del Cañete entre 1991 y 2010 |
|                                                                        |
| Fuente: Censos nacionales del INDEC                                    |